# ГЕС Мельк
ГЕС Мельк — гідроелектростанція на річці Дунай, у провінції Нижня Австрія. Розташована між іншими ГЕС дунайського каскаду — Ібс-Перзенбойг (вище за течією) та Альтнверт.
Будівництво електростанції розпочали у 1979 році та завершили в 1982-му. У процесі будівництва річку перекрили водопропускною греблею висотою 29 метрів та довжиною 442 метри. Оскільки створений нею підпір відчувається протягом понад 22 км, це потребувало проведення масштабних робіт із захисту прибережних територій, зокрема спорудження чотирьох насосних станцій для відкачування води, що фільтрується через перепони.
Біля лівого берега в греблі обладнано два типові для ГЕС дунайського каскаду судноплавні шлюзи з довжиною та шириною шлюзової камери 230 і 24 метри відповідно, по центру — шість водопропускних шлюзів. Розташований у правобережній частині машинний зал містить дев'ять турбін типу Каплан загальною потужністю 187 МВт. При напорі у 9,9 м це забезпечує річне виробництво на рівні приблизно 1,23 млрд кВт·год.
ГЕС Мельк обладнана спеціальним каналом для пропуску риби.